# Autrey-lès-Cerre
Pour les articles homonymes, voir Autrey.
Autrey-lès-Cerre est une commune française située dans le département de la Haute-Saône, en Franche-Comté, dans la région administrative Bourgogne-Franche-Comté. Elle fait partie du canton de Noroy-le-Bourg et de la communauté de communes du Triangle Vert.

## Géographie
| Noroy-le-Bourg  | Liévans          | Montjustin-et-Velotte |
|                 | Autrey-lès-Cerre |                       |
| Cerre-les-Noroy |                  | Borey                 |

## Géologie
Le territoire communal repose sur le gisement de schiste bitumineux de Haute-Saône daté du Toarcien.

## Climat
Pour des articles plus généraux, voir Climat de la Bourgogne-Franche-Comté et Climat de la Haute-Saône.
En 2010, le climat de la commune est de type climat de montagne, selon une étude du Centre national de la recherche scientifique s'appuyant sur une série de données couvrant la période 1971-2000. En 2020, Météo-France publie une typologie des climats de la France métropolitaine dans laquelle la commune est exposée à un climat semi-continental et est dans la région climatique Lorraine, plateau de Langres, Morvan, caractérisée par un hiver rude (1,5 °C), des vents modérés et des brouillards fréquents en automne et hiver.
Pour la période 1971-2000, la température annuelle moyenne est de 9,8 °C, avec une amplitude thermique annuelle de 17,1 °C. Le cumul annuel moyen de précipitations est de 1 152 mm, avec 13,3 jours de précipitations en janvier et 10,4 jours en juillet. Pour la période 1991-2020, la température moyenne annuelle observée sur la station météorologique de Météo-France la plus proche, « Villersexel Sa », sur la commune de Villersexel à 9 km à vol d'oiseau, est de 10,8 °C et le cumul annuel moyen de précipitations est de 1 037,9 mm. 
La température maximale relevée sur cette station est de 38,4 °C, atteinte le 8 août 2003 ; la température minimale est de −19,4 °C, atteinte le 20 décembre 2009,,.
Les paramètres climatiques de la commune ont été estimés pour le milieu du siècle (2041-2070) selon différents scénarios d'émission de gaz à effet de serre à partir des nouvelles projections climatiques de référence DRIAS-2020. Ils sont consultables sur un site dédié publié par Météo-France en novembre 2022.

## Urbanisme

### Typologie
Au 1er janvier 2024, Autrey-lès-Cerre est catégorisée commune rurale à habitat dispersé, selon la nouvelle grille communale de densité à sept niveaux définie par l'Insee en 2022.
Elle est située hors unité urbaine. Par ailleurs la commune fait partie de l'aire d'attraction de Vesoul, dont elle est une commune de la couronne,. Cette aire, qui regroupe 158 communes, est catégorisée dans les aires de 50 000 à moins de 200 000 habitants,.

### Occupation des sols
L'occupation des sols de la commune, telle qu'elle ressort de la base de données européenne d’occupation biophysique des sols Corine Land Cover (CLC), est marquée par l'importance des territoires agricoles (65,1 % en 2018), en diminution par rapport à 1990 (70 %). La répartition détaillée en 2018 est la suivante : 
prairies (48,3 %), forêts (30 %), zones agricoles hétérogènes (16,8 %), zones urbanisées (4,9 %). L'évolution de l’occupation des sols de la commune et de ses infrastructures peut être observée sur les différentes représentations cartographiques du territoire : la carte de Cassini (XVIIIe siècle), la carte d'état-major (1820-1866) et les cartes ou photos aériennes de l'IGN pour la période actuelle (1950 à aujourd'hui).

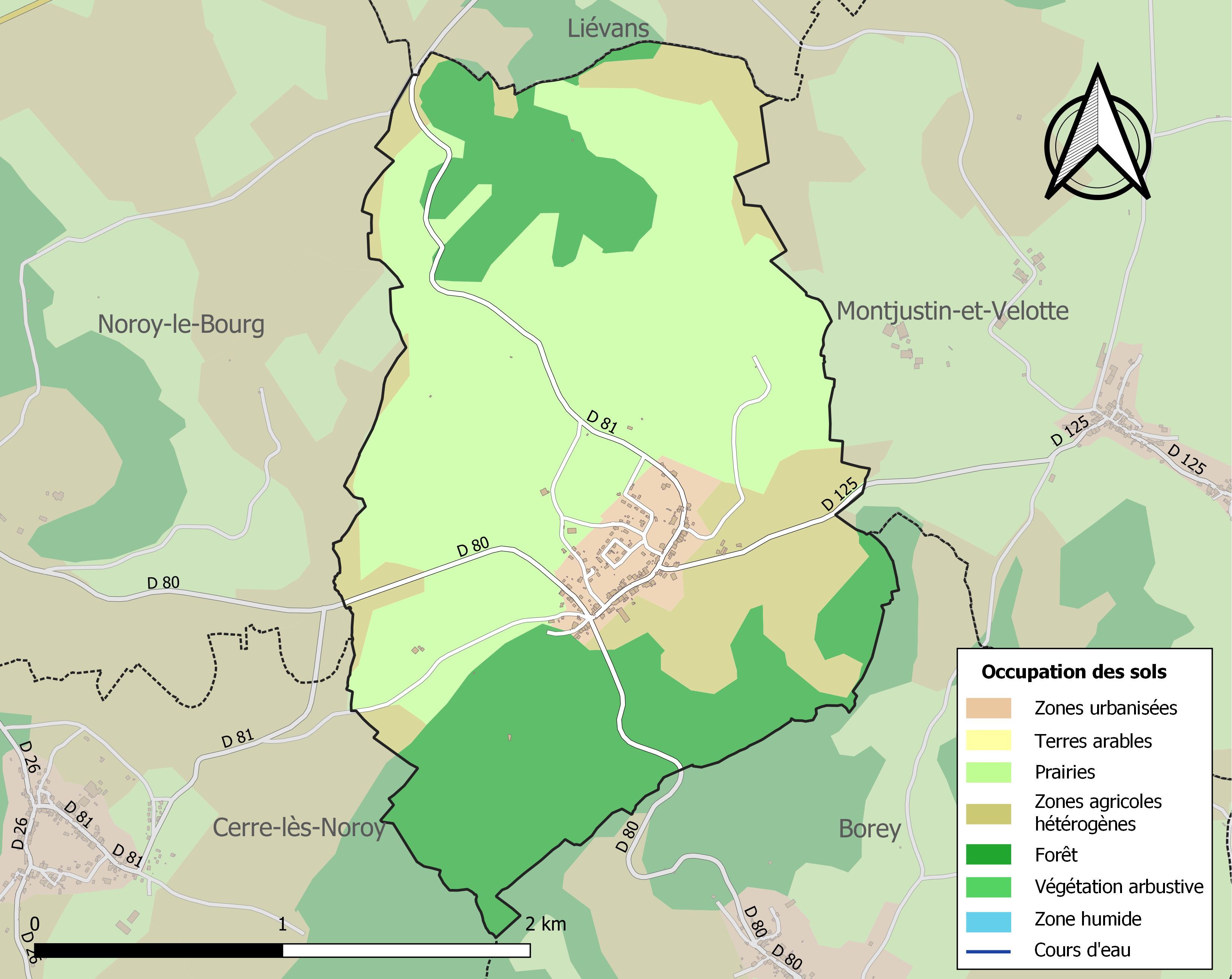
Carte des infrastructures et de l'occupation des sols de la commune en 2018 (CLC).

## Histoire
Le territoire a été occupé à l'époque néolithique, ainsi qu'en atteste la présence sur le mont Moiran au nord de la commune d'un camp comportant deux enceintes. Des prospections conduites en 1997 ont révélé des tessons de la fin de l'Âge du bronze ou du début de l'âge du fer.
Autrey dépend au Moyen Âge des comtes de Bourgogne, comme le village voisin de Montjustin-et-Velotte.
À la fin du XVIIe siècle la famille Millot de Montjustin détient les droits seigneuriaux (Nicolas François Millot en 1698), qui sont rachetés en 1726 par Antoine Alexis Tranchant de la Verne, seigneur de Borey. Cette dernière famille détiendra la seigneurie jusqu'à la veille de la Révolution, les droits étant cédés le 4 juillet 1789 à Philippe Emmanuel comte de Salives, seigneur de Vallerois-le-Bois.

## Politique et administration

### Rattachements administratifs et électoraux
La commune fait partie de l'arrondissement de Vesoul du département de la Haute-Saône, en région Bourgogne-Franche-Comté. Pour l'élection des députés, elle dépend de la deuxième circonscription de la Haute-Saône.
Elle était incluse depuis 1973 dans le canton de Noroy-le-Bourg. Dans le cadre du redécoupage cantonal de 2014 en France, la commune est désormais rattachée au canton de Villersexel.

### Intercommunalité
La commune faisait partie de la communauté de communes des grands bois, créée le 10 décembre 2001 et qui regroupait 12 communes et environ 3 100 habitants.
Dans le cadre des dispositions de la loi du 16 décembre 2010 de réforme des collectivités territoriales, qui prévoit toutefois d'achever et de rationaliser le dispositif intercommunal en France, et notamment d'intégrer la quasi-totalité des communes françaises dans des EPCI à fiscalité propre dont la population soit normalement supérieure à 5 000 habitants, le schéma départemental de coopération intercommunale de 2011 a prévu la fusion des communautés de communes : 
- du Pays de Saulx, 
- des grands bois 
- des Franches Communes (sauf  Amblans et Genevreuille), 
et en y rajoutant la commune isolée de Velorcey, afin de former une nouvelle structure regroupant 42 communes et environ 11 200 habitants.
Cette fusion est effective depuis le 1er janvier 2014 et a permis la création, à la place des intercommunalités supprimées, de  la communauté de communes du Triangle Vert, dont la commune est désormais membre.

### Liste des maires
| Période                                  | Période | Identité          | Étiquette | Qualité                          |
| ---------------------------------------- | ------- | ----------------- | --------- | -------------------------------- |
| Les données manquantes sont à compléter. |         |                   |           |                                  |
| avant 1995                               | ?       | Louis Couturet    | DVD       |                                  |
| 2001                                     | 2020    | Madeleine Deroche |           | Réélue pour le mandat 2014-2020, |

## Démographie
En 2022, Autrey-lès-Cerre comptait 240 habitants. À partir du XXIe siècle, les recensements réels des communes de moins de 10 000 habitants ont lieu tous les cinq ans. Les autres « recensements » sont des estimations.
| 1793 | 1800 | 1806 | 1821 | 1831 | 1836 | 1841 | 1846 | 1851 |
| ---- | ---- | ---- | ---- | ---- | ---- | ---- | ---- | ---- |
| 286  | 268  | 263  | 281  | 325  | 295  | 298  | 295  | 302  |

| 1856 | 1861 | 1866 | 1872 | 1876 | 1881 | 1886 | 1891 | 1896 |
| ---- | ---- | ---- | ---- | ---- | ---- | ---- | ---- | ---- |
| 305  | 309  | 290  | 295  | 276  | 280  | 273  | 276  | 255  |

| 1901 | 1906 | 1911 | 1921 | 1926 | 1931 | 1936 | 1946 | 1954 |
| ---- | ---- | ---- | ---- | ---- | ---- | ---- | ---- | ---- |
| 241  | 230  | 208  | 196  | 176  | 171  | 172  | 159  | 139  |

| 1962 | 1968 | 1975 | 1982 | 1990 | 1999 | 2005 | 2006 | 2010 |
| ---- | ---- | ---- | ---- | ---- | ---- | ---- | ---- | ---- |
| 134  | 140  | 118  | 150  | 155  | 155  | 224  | 243  | 226  |

| 2015 | 2020 | 2022 | - | - | - | - | - | - |
| ---- | ---- | ---- | - | - | - | - | - | - |
| 232  | 241  | 240  | - | - | - | - | - | - |

## Sports
Une épreuve des championnats de France de cyclisme sur route 2016 de Vesoul s'est déroulée le 23 juin 2016 sur le territoire de la commune d'Autrey-lès-Cerre.

## Culture locale et patrimoine

### Lieux et monuments

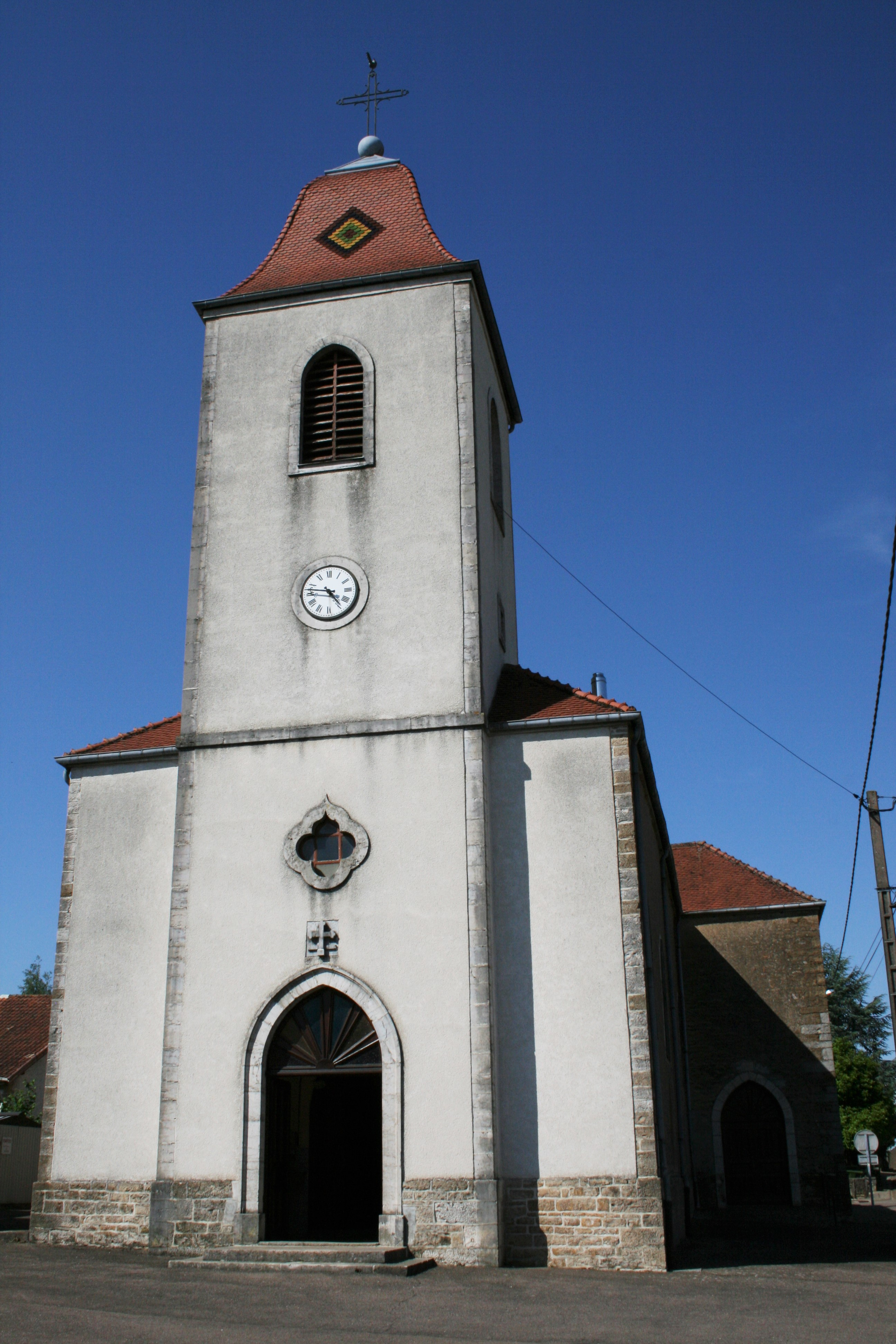
Église de l'Immaculée-Conception.

Le village a eu la particularité d'être dépourvu de lieu de culte jusqu'au XIXe siècle. Dépendants des paroisses de Montjustin et de Cerre les Noroy, les habitants ont dénoncé en 1789 ce double rattachement dans leur cahier de doléances. L'église, placée sous la titulature de l'Immaculée-Conception a été édifiée en 1847.

### Personnalités liées à la commune
Louis Theurey, né le 16 novembre 1753 à Autrey-lès-Cerre, incorpore en 1773 le régiment de Flandres, où il obtient les grades de caporal en 1775, de sergent en 1778 et de sous-lieutenant en 1792.
Il participe aux guerres de la Révolution française, étant blessé au siège de la citadelle d'Anvers en 1792, puis à la campagne d'Italie où il est également blessé en 1797.
Son fait de gloire est d'avoir été présent aux côtés de Bonaparte lors du coup d'État du 18 brumaire, alors qu'il était grenadier de la Garde, et il sera nommé chevalier de la Légion d'honneur pour avoir, le 19 brumaire, pris Bonaparte sous son bras et l'avoir emporté hors de la salle des Séances (des Cinq-Cents), alors qu'il allait être tué.
Devenu capitaine aux grenadiers de la garde en 1800 il est nommé par la suite commandant d'Armes à Savone mais sollicite l'autorisation de ne pas s'y rendre en raison de ses infirmités.
Il décède le 14 décembre 1826.

## Héraldique
| Blason de Autrey-lès-Cerre | Blason  | Trianglé de sable et d'or                        |
| Blason de Autrey-lès-Cerre | Détails | Le statut officiel du blason reste à déterminer. |